# لاست
لاست یا گمشده یا گمشدگان (به انگلیسی: Lost) یک مجموعه تلویزیونی آمریکایی است که زندگی بازماندگان سقوط هواپیمایی را که از سیدنی به لس‌آنجلس می‌رفته، به تصویر می‌کشد. آن‌ها در جزیره مرموز و گرمسیری در اقیانوس آرام جنوبی گیر افتاده‌اند. در طول هر قسمت، معمولاً بخش‌هایی از زندگی شخصیت‌های داستان در جزیره و بخش‌هایی از زندگی گذشتهٔ (یا گاهی آیندهٔ) آن‌ها را می‌بینیم. در این مجموعهٔ تلویزیونی از گذشته‌نمایی Flashback بسیار زیاد استفاده می‌شود و گاهی نیز آینده‌نمایی Flash forward به کار می‌رود. لاست توسط جفری لیبر، جی. جی. آبرامز و دیمون لیندلوف ساخته شده. آن‌ها به صورت مشترک فیلم‌نامه قسمت اول سریال را نوشتند و آبرامز آن را کارگردانی کرد. در طول پخش سریال لیندلوف و کارلتون کیوس، با تعداد زیادی از سازندگان اختصاصی و نویسندگان همکاری داشتند. با توجه به دست‌اندرکاران و بازیگران زیاد فیلم و فیلم‌برداری در بهترین مکان‌ها در اوآهو در هاوایی، این سریال یکی از پرخرج‌ترین سریال‌های تلویزیونی است. موسیقی لاست توسط مایکل جاکینو ساخته و به وسیلهٔ ارکستر هالیوود استودیو اجرا گردیده است.
لاست بیش از ۴۸۰ بار نامزد دریافت جایزه در زمینه‌ها و جشنواره‌های مختلف شده و ۱۰۶ جایزه را از آن خود کرده است. از جمله آن که لاست در سال ۲۰۰۵ برندهٔ سریال برجسته درام در جشنواره امی و در سال ۲۰۰۶ برنده سریال برجسته درام در گلدن گلوب شد. همچنین جوایز دیگری از جمله بهترین کارگردانی، بهترین آهنگسازی، بهترین جلوه‌های ویژه، بهترین بازیگری و... را از آن خود کرده.
این سریال یکی از بهترین سریال‌های تاریخ به‌شمار می‌رود و ابتدا بین سال‌های ۲۰۰۴ تا ۲۰۱۰ در ۶ فصل، شامل ۱۲۱ قسمت از کانال ای‌بی‌سی پخش شد. در این مجموعه تلویزیونی بازیگرانی چون متیو فاکس، اوانجلین لیلی، جاش هالووی، دامینیک مانهن و تری اوکوئین بازی کرده‌اند که نامزد دریافت جایزه‌های فراوانی در جشنواره‌های مختلف شده‌اند و برخی از آن‌ها را از آنِ خود کرده‌اند. به‌طور مثال در سال ۲۰۰۶ مجموعه بازیگران لاست برندهٔ جایزهٔ عملکرد برجسته گروهی بازیگران مجموعه تلویزیونی درام شده‌اند
این مجموعه تلویزیونی، تحسین فراوان مردم و منتقدان را برانگیخت و منتقدان این سریال را در بین ۱۰ سریال برتر تاریخ تلویزیون آمریکا قرار دادند. این سریال به انتخاب مجله تایم به عنوان برترین سریال تاریخ برگزیده شد. و یکی از ۲۵۰ سریال برتر سایت imdb است. فصل اول آن، به عنوان چهارمین سریال برتر سال ۲۰۰۴ متاکریتیک بر اساس رأی منتقدان برگزیده شد. این فصل همچنین بر اساس رأی کاربران این سایت یکی از بهترین‌های تمام دوران‌هاست. فصل دوّم لاست در راتن تومیتوز موفق به کسب امتیاز ۱۰۰ درصدی شد. هر قسمت از فصل اول این سریال، به‌طور میانگین ۱۵٫۶۹و فصل ششم و پایانی آن ۱۰٫۰۸ میلیون نفر بیننده در آمریکا داشت.

## تولید

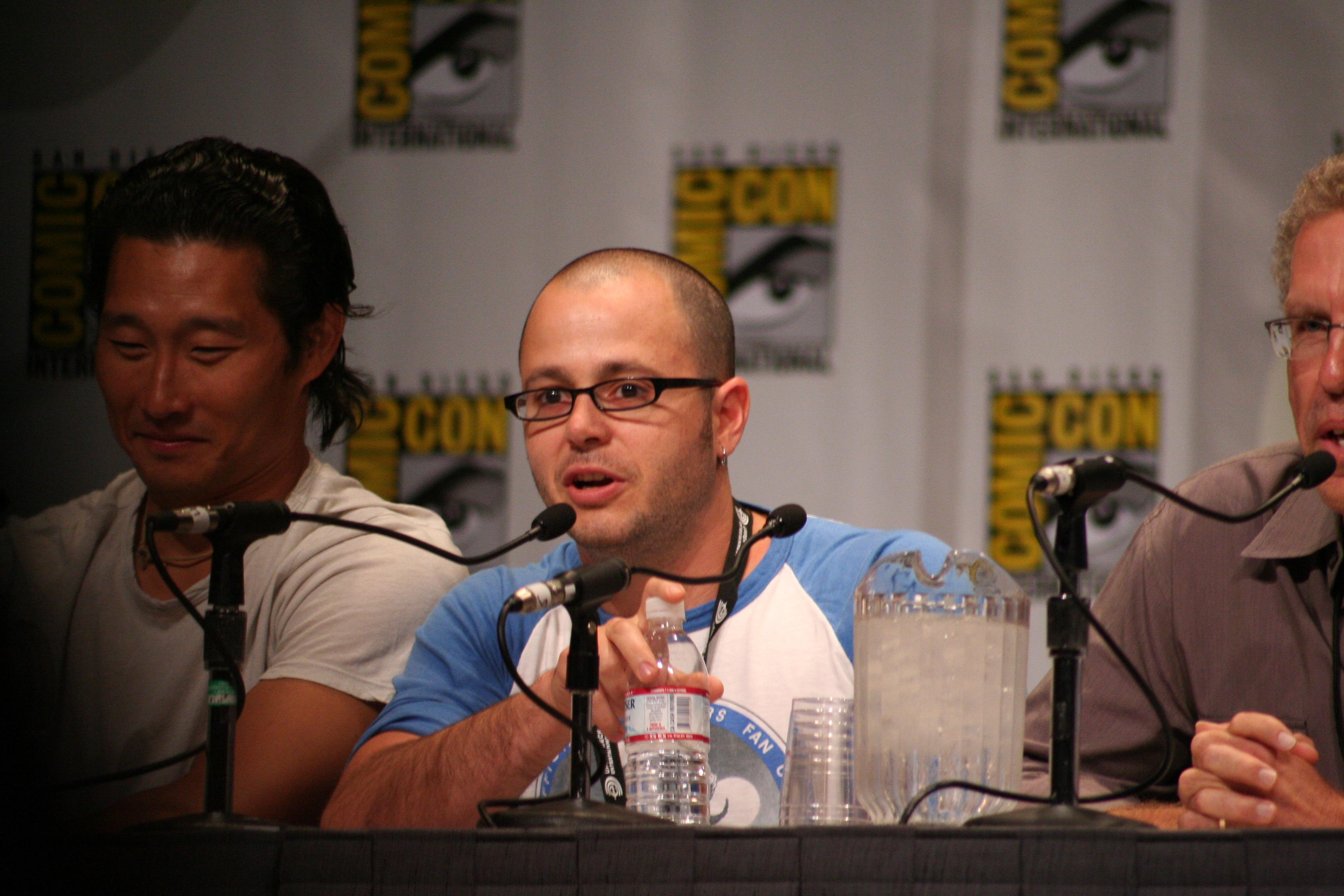
دیمون لیندلوف، تهیه‌کننده و نویسنده سریال «گمشده»، سال ۲۰۰۶.

داستان ساخت این سریال در ژانویهٔ ۲۰۰۴ شروع شد. زمانی که لوید براون، به ای‌بی‌سی رفت و درخواست فیلمنامه‌ای بر اساس رمان سالار مگس‌ها، فیلم معروف دورافتاده و سریال تلویزیونی جزیره گیلیگان و برنامه ریالتی شو ارائه داد. ای‌بی‌سی هم سریالی را در سال ۱۹۶۹ دربارهٔ بازماندگان سقوط یک هواپیما و با نام مردم جدید The New People روی ایر فرستاده بود. گادی پولاک قسمتی از داستان را بر اساس یک بازی رایانه‌ای و با نام میست Myst نوشت. براون با جی جی آبرامز تماس گرفت که با تاچ استون استودیوز (ای‌بی‌سی استودیوز کنونی) برای نوشتن پیش‌نویس داستان قرارداد داشت و سریال تلویزیونی آلیاس را قبلاً نوشته بود. اگرچه آبرامز برای پذیرفتن کار مردد بود، ولی گفت که داستان فراطبیعی خواهد بود؛ و با دیمون لیندلوف برای همکاری در ساختن سبک و شخصیت‌ها تماس گرفت. لیندلوف و آبرامز قبلاً با هم سریال کتاب مقدس Bible را کار کرده بودند. آن‌ها با هم افسانهی داستان را برای ۴ یا ۵ فصل ریختند. پیشبرد کار با ضرب‌الاجل همراه بود، که بعداً چرخ ساختن سریال را به حرکت درآورد. اما با وجود زمان کم، تیم تهیه برای انتخاب بازیگران وقت کافی گذاشت.
دو قسمت اول سریال بیشترین هزینهٔ تاریخ شبکه‌های تلویزیونی را داشتند. هزینه‌های این قسمت بین ۱۰ تا ۱۴ میلیون دلار برآورد می‌شود. سریال در ۲۲ سپتامبر ۲۰۰۴ هزینه‌هایش بالا گرفت و به نقطه‌ای بحرانی رسید. اما با همراهی سریال‌های کدبانوهای وامانده و آناتومی گری، لاست کمک کرد تا بخت به سوی ای‌بی‌سی برگردد.

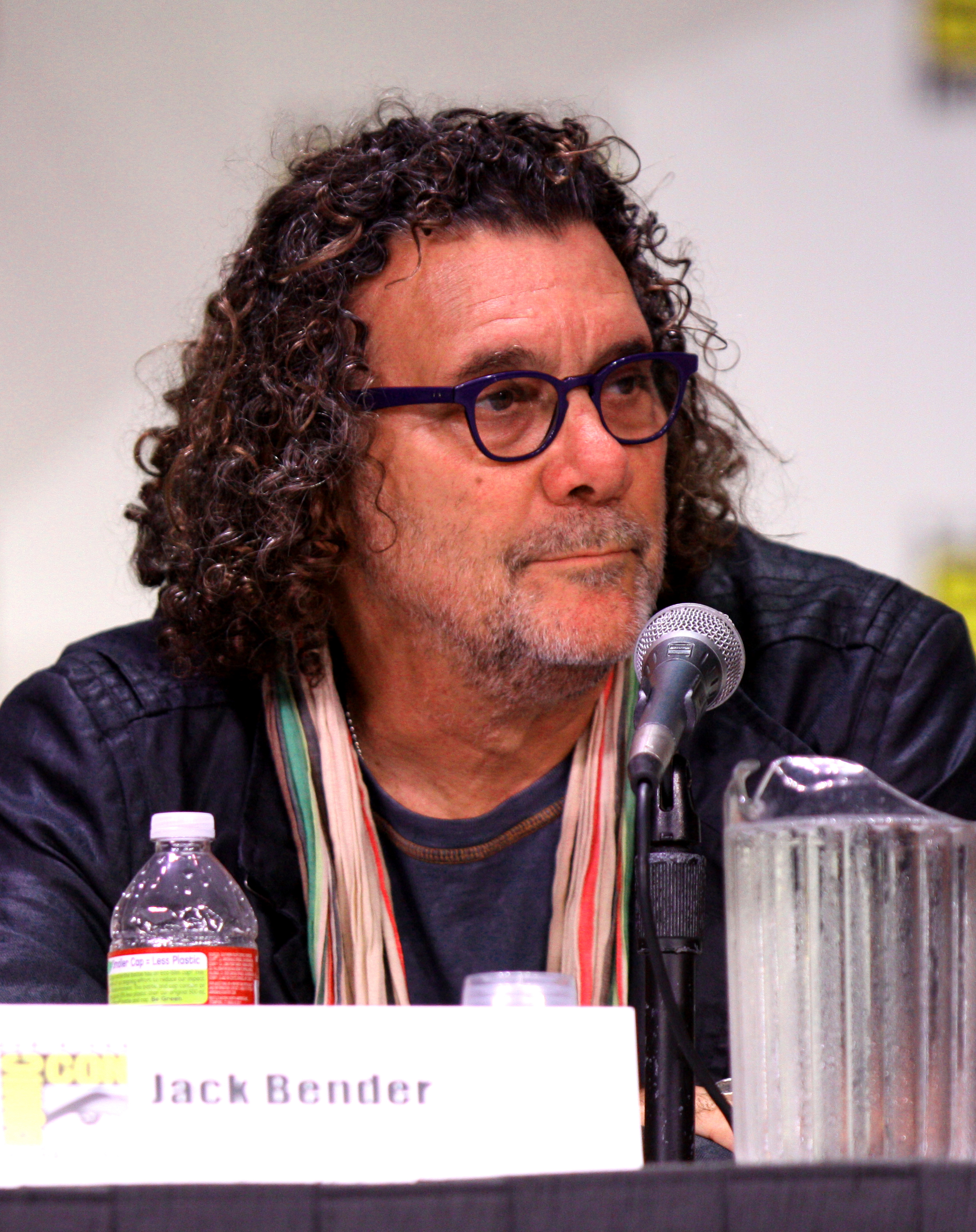
جک بندر بسیاری از قسمت‌های سریال را کارگردانی کرده است.

لوید براون توسط مدیران اجرایی ای‌بی‌سی و دیزنی به دلیل امتیاز پایین در شبکه، ریسک و صرف هزینهٔ بسیار زیاد برای ساخت سریال اخراج شد. قسمت آزمایشی این سریال روز ۲۴ ژوئیه ۲۰۰۴ در کامیک‌کانِ سن دیگو پخش شد.
هواپیمایی که به عنوان هواپیمای سقوط کرده‌استفاده شد، اگرچه یک بوئینگ ۷۷۷ خوانده می‌شد، ولی در حقیقت یک لاکهید ال-۱۰۱۱ بود که توسط تاچ استون و ای‌بی‌سی خریداری شده بود. هواپیما تکه‌تکه شده بود و آن‌ها مجبور شدند تکه‌های هواپیما را به هاوایی منتقل کنند. تهیه‌کنندگان نگران بودند که ممکن است نوع واقعی هواپیما شناسایی شود.

### سبک سریال
در این مجموعه تلویزیونی از گذشته‌نمایی Flashback بسیار استفاده می‌شود. معمولاً در هر قسمت از سریال یکی از شخصیت‌ها در مرکز توجه قرار می‌گیرد و در لابه‌لای داستان، گذشته‌ای از زندگی او نمایش داده می‌شود که اطلاعاتی مربوط به دورهٔ قبل از سوار شدن به پرواز به بیننده می‌دهد. در قسمت‌های پایانی فصل سوم و قسمت‌های پخش شدهٔ فصل چهارم، گاهی حالتی برعکس رخ می‌دهد به این نحو که تصاویری از آینده نمایش داده می‌شود. در اصطلاح سینمایی به این کار آینده‌نمایی Flash forward گفته می‌شود.

### موسیقی سریال
موسیقی لاست توسط مایکل جیاچینو ساخته و به وسیلهٔ ارکستر هالیوود استودیو اجرا گردیده است. موسیقی مجموعه عمدتاً تم‌هایی تکرار شونده را شامل می‌شود که موضوع آن‌ها را رخدادها، مکان‌ها و شخصیت‌های مختلف تشکیل می‌دهند. جیاچینو در ساخت موسیقی مجموعه از صدای سازهای ابداعی و نا متعارفی چون نواختن بر قطعات آویزان مخزن سوخت هواپیما استفاده کرده است.

### محل‌های فیلمبرداری
فیلمبرداری لاست در اوآهو در هاوایی و توسط دوربین‌های ۳۵ میلی‌متری پاناویژن انجام گرفت. فیلمبرداری قسمت اول سریال، در شمال غربی ساحل ماکولئیا در هاوایی انجام شد. قسمت‌های غار در فصل اول، در لوکیشن‌های غیرواقعی (ماکت) ساخته شد و فیلم‌برداری آن توسط شرکت زیراکس انجام شد. محل فیلم‌برداری یک انبار بود. جایی که از بعد از اخراج گستردهٔ کارکنان در سال ۱۹۹۹ خالی شده بود.
قسمت‌هایی که از زندگی افراد قبل از سقوط حکایت داشت، در مناطق مختلف دنیا از قبیل نیویورک، کالیفرنیا، عراق و استرالیا فیلم‌برداری شده‌اند.

### جزئیات سریال
پخش چهارمین فصل این مجموعهٔ تلویزیونی از ۳۱ ژانویه ۲۰۰۷ آغاز شد. قرار بود که این فصل شامل ۱۶ قسمت باشد که به خاطر اعتصاب اصناف نویسندگان آمریکا فقط ۸ قسمت آن ساخته شد. سپس قسمت‌های دیگری نیز ساخته شد و پخش قسمت‌های ۹ به بعد آن از ۲۴ آوریل ۲۰۰۸ شروع شد. فصل چهارم کلاً ۱۴ قسمت داشت که دو قسمت انتهایی آن به‌طور پیوسته در تاریخ ۲۹ مه ۲۰۰۸ نمایش یافتند.
در مه ۲۰۰۷ اعلام شد که فصل‌های چهارم، پنجم و ششم این سریال پخش خواهد شد و تا مه ۲۰۱۰، ۱۱۷ قسمت از آن تولید می‌شود. در فصل ششم مدت زمان هر قسمت به یک ساعت افزایش یافت.

## قسمت‌ها
| فصل | قسمت‌ها | قسمت‌ها | تاریخ اصلی روی آنتن رفتن | تاریخ اصلی روی آنتن رفتن | Avg. viewers (millions) | Rank |
| فصل | قسمت‌ها | قسمت‌ها | اولین بار                | آخرین بار                | Avg. viewers (millions) | Rank |
| --- | ------ | ------ | ------------------------ | ------------------------ | ----------------------- | ---- |
| ۱   | ۲۵     | ۲۵     | ۲۲ سپتامبر ۲۰۰۴          | ۲۵ مه ۲۰۰۵               | ۱۵٫۶۹                   | 15   |
| ۲   | ۲۴     | ۲۴     | ۲۱ سپتامبر ۲۰۰۵          | ۲۴ مه ۲۰۰۶               | ۱۵٫۵۰                   | 15   |
| ۳   | ۲۳     | ۲۳     | ۴ اکتبر ۲۰۰۶             | ۲۳ مه ۲۰۰۷               | ۱۷٫۸۴                   | 10   |
| ۴   | ۱۴     | ۱۴     | ۳۱ ژانویه ۲۰۰۸           | ۲۹ مه ۲۰۰۸               | ۱۳٫۴۰                   | 17   |
| ۵   | ۱۷     | ۱۷     | ۲۱ ژانویه ۲۰۰۹           | ۱۳ مه ۲۰۰۹               | ۱۰٫۹۴                   | 28   |
| ۶   | ۱۸     | ۱۸     | ۲ فوریه ۲۰۱۰             | ۲۳ مه ۲۰۱۰               | ۱۰٫۰۸                   | 31   |

### فصل ۱
در فصل اول، سقوط هواپیمای اقیانوسیه -پرواز شماره ۸۱۵- در یک جزیره متروکه رخ می‌دهد. بازماندگان این حادثه مجبور به همکاری مشترک می‌شوند تا بتوانند در این جزیره دور افتاده زنده بمانند. این بازماندگان توسط عوامل مختلفی همچون خرس‌های قطبی، جانوری دیده نشده که در جنگل گردش می‌کند، و ساکنان بدخواه جزیره که به دیگران معروفند، تهدید می‌شوند. رویارویی با یک زن فرانسوی به نام دنیله روسو که ۱۶ سال قبل به علت غرق شدن کشتی وارد جزیره شده و یافتن یک دریچه فلزی مرموز مدفون شده در زیر زمین، از دیگر رویدادهای فصل اول است. در حالی که دو شخصیت سریال سعی می‌کنند وارد این دریچه بشوند، چهار نفر دیگر سعی می‌کنند با یک قایق (کلک) از جزیره خارج شوند.

### فصل ۲
در فصل دوم، بیشتر ماجرا مربوط به ۴۵ روز پس از سقوط است. درگیری بین دیگران و نجات‌یافتگان افزایش می‌یابد. همچنین بین بازماندگان بحث‌های با موضوع علم و ایمان درمی‌گیرد. در حالی که برخی از اسرار حل شده‌اند، سوالات جدید مطرح می‌شوند. شخصیت‌های جدیدی به سریال اضافه می‌شود که آن‌ها دیگر سرنشینان هواپیما بوده‌اند و در قسمت دیگر جزیره ساکن‌اند. جزئیات بیشتری از گذشته نجات یافتگان و افسانه‌های جزیره آشکار می‌شود. راز دریچه کشف می‌شود و وجود ابتکار دارماً و بانی آن آشکار می‌شود. شخصی به نام دزموند هیوم در اتاقی که آن دریچه به آن راه دارد زندگی می‌کند و باید هر ۱۰۸ دقیقه یک‌بار دکمه‌ای را فشار دهد تا از نابودی جزیره جلوگیری کند. همچنین مشخص می‌شود که دلیل سقوط هواپیما، دزموند بوده است. همانگونه که حقیقت مرموز دربارهٔ دیگران شروع به آشکار شدن می‌کند، یکی از بازماندگان به گروه خود خیانت می‌کند.

### فصل ۳
در فصل سوم، بازماندگان سقوط هواپیما اطلاعات جدیدی در مورد دیگران کسب می‌کنند. آن‌ها از رازهای آنان مطلع می‌گردند و می‌فهمند که آنان مدت زیادی است در این جزیره زندگی می‌کنند. یکی از افراد دیگران به بازماندگان می‌پیوندد، در حالی که یکی از بازماندگان هم به گروه دیگران ملحق می‌شود. جنگی میان بازماندگان و دیگران شکل می‌گیرد و در ادامه بازماندگان موفق می‌شوند با تیم نجات تماس بگیرند.

### فصل ۴
فصل چهارم، برخورد بازماندگان با گروهی که با نیت‌های خطرناک به جزیره آمده‌اند را روایت می‌کند. در این فصل آینده‌نمایی‌هایی نشان داده می‌شود. در این آینده‌نمایی‌ها، مشخص می‌شود که شش تن از بازماندگان از جزیره فرار خواهند کرد. این شش شخص به «شش نفر اوشینیک» ملقب می‌شوند.

### فصل ۵
فصل پنجم دو داستان مختلف را نشان می‌دهد. اول نشان می‌دهد که بقیه بازماندگانی که در جزیره جا مانده‌اند، به سال ۱۹۷۴ منتقل شده‌اند و عضو ابتکار دارماً شده‌اند. داستان دوم، زمان واقعی را نشان می‌دهد. زندگی شش نجات یافته‌ای که سه سال بیرون از جزیره زندگی کرده‌اند. آن‌ها تصمیم می‌گیرند تا به جزیره برگردند. هر شخص برای این بازگشت انگیزهٔ خاصی دارد. آن‌ها با پرواز خطوط هوایی آجیرا -پرواز شمارهٔ ۳۱۶- که دوباره بر روی جزیره سقوط می‌کند، به جزیره بازمی‌گردند. بعد از سه سال، هم‌اکنون در جزیره سال ۱۹۷۷ است.

### فصل ۶
در فصل ششم دوباره داستان دو گروه روایت می‌شود. داستانی از دنیای دیگر که پرواز اوشینک ۸۱۵ سالم بر زمین می‌نشیند و زندگی همه با زندگی‌ای که ما تا کنون در سریال دیده‌ایم، فرق می‌کند. آن‌ها همدیگر را نمی‌شناسند. در طرف دیگر داستان حضور دوباره بازماندگان در جزیره نشان داده می‌شود. همچنین رازهای بزرگ سریال برملا می‌شود. مانند این که جیکوب چه کسی است و قضیه مربوط به غول دود چیست.

## بازیگران و شخصیت‌ها

### حضور بازیگران در لاست
نقش‌ها به ترتیب حضور.
رنگ:      = اصلی
رنگ:      = مکمل
رنگ:      = مهمان
رنگ:      = مهمان ویژه (یاد شده به عنوان "با درخششِ " در قسمت آخر "پایان")
رنگ:      = فلش بک (گذشته نمایی), فیلم‌های آرشیو شده یا فقط صدا
رنگ:      = عدم حضور
| بازیگر                  | نقش              | حضور    | حضور            | حضور            | حضور            | حضور       | حضور       | حضور  |
| بازیگر                  | نقش              | فصل اول | فصل دوم         | فصل سوم         | فصل چهارم       | فصل پنجم   | فصل ششم    | مجموع |
| ----------------------- | ---------------- | ------- | --------------- | --------------- | --------------- | ---------- | ---------- | ----- |
| متیو فاکس               | جک شفرد          |         |                 |                 |                 |            |            | ۱۱۳   |
| اوانجلین لیلی           | کیت آستن         |         |                 |                 |                 |            |            | ۱۰۸   |
| خورخه گارسیا            | هوگو هارلی ریس   |         |                 |                 |                 |            |            | ۱۰۸   |
| جاش هالووی              | ساویر جیمز فورد  |         |                 |                 |                 |            |            | ۱۰۴   |
| تری اوکوئین             | جان لاک/مرد سیاه |         |                 |                 |                 |            |            | ۱۰۱   |
| نوین اندروز             | سعید جراح        |         |                 |                 |                 |            |            | ۹۸    |
| دنیل دای کیم            | جین‌سو ون         |         |                 |                 |                 |            |            | ۹۲    |
| یونجین کیم              | سان‌ها ون         |         |                 |                 |                 |            |            | ۸۸    |
| امیلی دی راوین          | کلیر لیتلتون     |         |                 |                 |                 | گذشته نما  |            | ۷۲    |
| دومینیک مانهن           | چارلی پیس        |         |                 |                 | مهمان ویژه      |            | با درخششِ   | ۶۵    |
| هارولد پرینوا           | مایکل داوسون     |         |                 |                 |                 |            | مهمان ویژه | ۴۸    |
| مالکوم دیوید کلی        | والت لیولد       |         |                 | مهمان ویژه      | مهمان ویژه      | مهمان ویژه | مهمان ویژه | ۳۳    |
| مگی گریس                | شانون روترفورد   |         |                 | گذشته نما       |                 |            | با درخششِ   | ۳۲    |
| این سامرهالدر           | بون کارلیل       |         | مهمان ویژه      | مهمان ویژه      |                 |            | با درخششِ   | ۲۸    |
| ال اسکات کالدول         | رز ندلر          |         |                 |                 |                 |            | با درخششِ   | ۲۶    |
| جان تری                 | کریستین شفرد     |         |                 |                 |                 |            | با درخششِ   | ۱۹    |
| میرا فورلان/ملیسا فارمن | دنیله روسو       |         |                 |                 |                 | گذشته نما  |            | ۲۲    |
| سم اندرسون              | برنارد ندلر      | صدا     |                 |                 |                 |            | با درخششِ   | ۲۷    |
| میشل رودریگز            | آنا لوسیا کورتز  |         |                 |                 |                 | مهمان ویژه | مهمان ویژه | ۲۴    |
| هنری یان کوسیک          | دزموند هیوم      |         |                 |                 |                 |            |            | ۴۶    |
| آدواله آکینویه آگباجه   | آقای اکو         |         |                 |                 |                 |            |            | ۲۱    |
| سینتیا واتروس           | لیبی             |         |                 |                 | مهمان ویژه      |            | با درخششِ   | ۲۴    |
| فرانکویس چاو            | پیر چنگ          |         | فیلم‌های بایگانی | فیلم‌های بایگانی | فیلم‌های بایگانی |            | با درخششِ   | ۱۸    |
| مایکل امرسون            | بن لینوس         |         |                 |                 |                 |            |            | ۶۱    |
| سونیا والگر             | پنی ویدمور       |         |                 |                 |                 |            | با درخششِ   | ۱۴    |
| تانیا ریموند            | الکس روسو        |         |                 |                 |                 |            |            | ۱۹    |
| الیزابت میچل            | ژولیت برک        |         |                 |                 |                 |            | با درخششِ   | ۴۹    |
| کیلی سانچز              | نیکی فرناندز     |         |                 |                 | فیلم‌های بایگانی |            |            | ۷     |
| رودریگو سانتورو         | پائلو            |         |                 |                 |                 |            |            | ۷     |
| نستر کاربونل            | ریچارد آلپرت     |         |                 |                 |                 |            |            | ۳۰    |
| فیونولا فلانگان         | الوئیز هاوکینگ   |         |                 | گذشته نما       |                 |            | با درخششِ   | ۱۰    |
| جرمی دیویس              | دنیل فارادی      |         |                 |                 |                 |            | با درخششِ   | ۲۳    |
| کن لئونگ                | مایلز استرام     |         |                 |                 |                 |            |            | ۳۵    |
| ربکا میدر               | شارلوت لوئیس     |         |                 |                 |                 |            | با درخششِ   | ۲۰    |
| جفری‌دیوید فاهی          | فرانک لاپیدوس    |         |                 |                 |                 |            |            | ۲۹    |
| زلیخا رابینسون          | ایلانا وردنسکی   |         |                 |                 |                 |            |            | ۱۶    |

## بازخورد
| فصل | راتن تومیتوز    | متاکریتیک     |
| --- | --------------- | ------------- |
| 1   | ۹۶٪ (۴۶ بررسی)  | ۸۶ (۲۷ بررسی) |
| 2   | ۱۰۰٪ (۱۷ بررسی) | —             |
| 3   | ۷۵٪ (۲۰ بررسی)  | —             |
| 4   | ۸۹٪ (۲۷ بررسی)  | ۸۷ (۱۲ بررسی) |
| 5   | ۹۲٪ (۲۴ بررسی)  | ۷۸ (۱۷ بررسی) |
| 6   | ۶۹٪ (۳۵ بررسی)  | —             |

این مجموعه مورد استقبال فراوان مردم و منتقدان قرار گرفت؛ فصل‌های دوم و چهارم این مجموعه امتیاز ۱۰۰٪ را از منتقدان راتن تومیتوز گرفتند و فصل‌های اول، سوم، پنجم و ششم به ترتیب امتیازات ۹۳٪، ۸۶٪، ۸۸٪ و ۷۰٪ را از آن خود کردند که به نوع خود امتیازات بالایی هستند و این سریال را جزء برترین سریال‌های راتن تومیتوز قرار می‌دهند. فصل اول این مجموعه امتیاز ۹۴٪ را از کاربران راتن تومیتوز کسب کرد و کاربران به‌طور میانگین به این سریال امتیاز ۹۰٪ را داده‌اند. همچنین فصل اول این مجموعه در متاکریتیک امتیاز ۸۶٪ را از منتقدان و ۹٫۲ از ده را بنا به نظر کاربران دریافت کرده است. فصل‌های چهارم و پنجم در همین سایت به ترتیب امتیاز ۸۷٪ و ۷۸٪ را از منتقدان و ۸٫۶ از ۱۰ را بنا به نظر کاربران به دست آورده‌اند.
این سریال در سایت تی‌وی.کام امتیاز ۹٫۱ را با بیش از ۴۷ هزار رأی به دست آورده است. ناگفته نماند این سریال به انتخاب مجله تایم به عنوان برترین سریال تاریخ برگزیده شد.